# هني هني
هني هني هو مسلسل أنمي ياباني من إنتاج إستديو توي أنيميشن، عرض لأول مرة في 7 أكتوبر 1981 واستمر عرضه حتى 1 مايو 1982. تمت دبلجة المسلسل للغة العربية.

## روابط خارجية
- Enoki Films' Honey Honey anime page (English)
- هني هني على موقع ANN manga (الإنجليزية)
- هني هني (أنمي) في شبكة أخبار الأنمي